# 山口勝 (アナウンサー)
山口 勝（やまぐち まさる、1965年12月2日 - ）は、日本放送協会 (NHK) のシニアアナウンサー。

## 来歴
神奈川県横浜市出身。神奈川県立柏陽高等学校、横浜国立大学卒業、同大学院修了。
大学院を修了後、1990年にNHKに入局。初任地は新潟放送局であった。
名古屋放送局赴任中の2004年、名古屋大学において環境学博士号を取得した。またこの時期、中央防災会議に設置された「災害軽減のための国民運動推進に関する専門調査会」の委員も務めた。
後にNHK放送文化研究所へ異動。アナウンス業務から離れ、メディア研究部メディア動向グループの主任研究員になる。アナウンサー時代にNHKオンラインの「アナウンスルーム」に設けられていた山口のプロフィールページは、2013年6月の定期異動を境に削除されている。
担当分野はメディアと防災、環境。

## 担当番組
- サイエンスアイ - 司会
- 21世紀ビジネス塾 - 司会。名古屋放送局時代に担当。
- BSディベートアワー - キャスター（2004年度）
- BSディベート - キャスター（2005年度）
- 地球だい好き 環境新時代 - 司会（2005年度）
- 素敵にガーデニングライフ - 司会[1]（2006年4月 - 2008年3月）
- あしたをつかめ 平成若者仕事図鑑 - ナレーター（2007年3月まで）
- 地球エコ2008 - 環境キャスター（2008年度・2009年度）
- 新BSディベート - 司会[1]（2008年4月 - 2009年3月）
- NHKジャーナル - キャスター（2010年3月29日 - 2011年6月3日）
- もっと知りたい！生物多様性〜いきものたちからの警告〜（NHKラジオ第1放送、2010年10月11日）
- 100分de名著「アインシュタイン」（2012年11月）- 語り
- 私も一言!夕方ニュース（2012年8月20日 - 24日）末田正雄の代理キャスター
- はま☆キラ!（不定期・パーソナリティー、編集責任者）
- ひるまえ ほっと（神奈川県内の情報、不定期）
- FMラジオニュース（不定期）
- 横浜局アナウンスグループ統括
- 静岡県のニュース（不定期・2024年8月 - ）
- おはよう静岡（不定期・2024年8月 - ）
- ニュースしずおか845（不定期・2024年8月 - ）
- ニュースしずおか645（不定期・2024年8月 - ）